# Le Monastère oublié
Le Monastère oublié (The Emperor's Tomb) est un roman policier de Steve Berry publié en 2010 aux États-Unis. C'est le sixième roman de la série Cotton Malone. 
Il a été traduit en français aux éditions Le Cherche midi en 2012.

## Résumé
1974, province du Shaanxi. En creusant un puits, des paysans trouvent d'étranges statues enterrées. Appelés sur place, des archéologues mettent alors au jour l'incroyable mausolée de Qin, premier empereur de Chine, qui s'étend sur 56 kilomètres carrés et renferme une armée de 8 000 soldats et chevaux en terre cuite, gardiens du tombeau. Plus de trente-cinq ans plus tard, le contenu exact du tombeau n'a toujours pas été rendu public par les autorités chinoises, qui, aujourd'hui encore, interdisent l'accès de ce site archéologique pourtant unique au monde.
2012. Cotton Malone reçoit un e-mail inquiétant : son amie Cassiopée Vitt a été enlevée après avoir dérobé un objet d'art très rare. Les quelques indices dont il dispose le conduisent vite au beau milieu de la Chine. C'est le début d'une aventure passionnante qui va le mener sur la piste des mystères du mausolée de Qin, puis, à la frontière sino-pakistanaise, au cœur d'un monastère oublié, perdu dans les montagnes, siège d'une confrérie secrète.